# شهرستان حمیدیه
شهرستان حمیدیه، یکی از شهرستان‌های استان خوزستان ایران است. مرکز این شهرستان، شهر حمیدیه است.
این شهرستان در تاریخ ۲۹ آذر ۱۳۹۱ از شهرستان اهواز جدا شد و مستقل گردید.

## موقعیت جغرافیایی
شهرستان حمیدیه از شمال با شهرستان کرخه، از شرق تا جنوب با شهرستان اهواز، از غرب با شهرستان دشت آزادگان و از جنوب غربی با شهرستان هویزه همسایه است.

## تقسیمات کشوری
شهرستان حمیدیه دارای ۲ بخش، ۴ دهستان و ۱ شهر به شرح زیر است:

### شهرستان حمیدیه
| بخش    | مرکز بخش    | جمعیت بخش ۱۳۹۵ | نام دهستان | مرکز دهستان | جمعیت دهستان ۱۳۹۵ | شهر              | جمعیت شهر ۱۳۹۵   |
| ------ | ----------- | -------------- | ---------- | ----------- | ----------------- | ---------------- | ---------------- |
| مرکزی  | حمیدیه      | ۳۹٬۸۹۷ نفر     | کرخه       | علاونه‌فای   | ۹٬۳۴۴ نفر         | حمیدیه           | ۲۲٬۰۵۷ نفر       |
| مرکزی  | حمیدیه      | ۳۹٬۸۹۷ نفر     | دهکده      | دهکده       | ۸٬۴۹۶ نفر         | حمیدیه           | ۲۲٬۰۵۷ نفر       |
| گمبوعه | گمبوعه بزرگ | ۱۳٬۸۶۵ نفر     | جهاد       | گمبوعه بزرگ | ۸٬۵۹۸ نفر         | **************** | **************** |
| گمبوعه | گمبوعه بزرگ | ۱۳٬۸۶۵ نفر     | طراح       | طراح یک     | ۵٬۲۶۷ نفر         | **************** | **************** |

## جمعیت
بر پایه سرشماری عمومی نفوس و مسکن در سال ۱۳۹۵، جمعیت شهرستان حمیدیه برابر با ۵۳٬۷۶۲ نفر بوده است.